# Битва при Белло Вуд
Битва при Белло Вуд (1—26 июня 1918 года) произошла при Весеннем наступлении в 1918 году германской армии в Первой мировой войне, недалеко от реки Марна во Франции. Битва проходила между 2-й и 3-й дивизиями США, в компании с французскими и британскими войсками, против немецких дивизий. Битва стала ключевым элементом в истории Корпуса морской пехоты США.

## Ход операции
Вечером 1 июня немецкие войска пробили брешь во французских позициях слева от морской пехоты. В ответ на этот урон, резерв США провел форсированный марш на расстояние более 10 км, чтобы заполнить брешь в линии, которую они достигли к рассвету. К ночи 2 июня силы США удерживали линию фронта к северу от шоссе Париж-Мец.

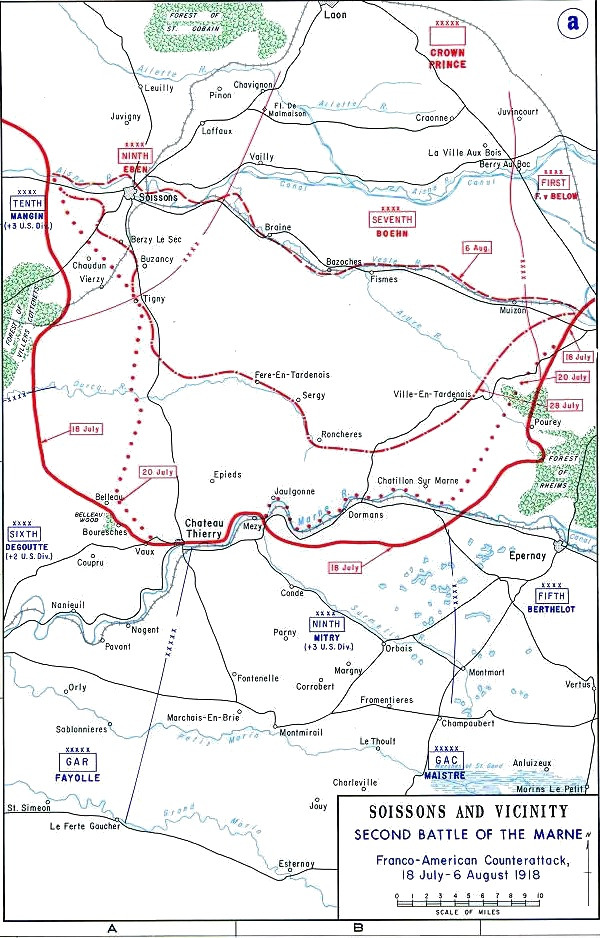
Карта Военной академии США, показывающая место битвы при Белло Вуд

Немецкие командиры приказали наступать через Белло Вуд на Мариньи и Люси в рамках крупного наступления, в ходе которого другие немецкие войска должны были пересечь реку Марну. Командир бригады морской пехоты, генерал армии Джеймс Харборд, отменив приказ французов копать траншеи дальше в тыл, приказал морским пехотинцам «держаться на месте». При помощи штыков, морпехи выкапывали неглубокие боевые позиции, с которых можно было стрелять лёжа. Во второй половине дня, 3 июня, немецкая пехота со штыками атаковала позиции морпехов через зерновые поля. Морские пехотинцы подождали, пока немцы окажутся в пределах 100 ярдов (91 метр), прежде чем открыть смертоносный ружейный огонь, который скосил волны немецкой пехоты и вынудил выживших отступить в лес.
4 июня генерал-майор Банди, командовавший 2-й дивизией, принял командование американским участком фронта. В течение следующих двух дней морская пехота отражала непрерывные немецкие атаки. Прибыла 167-я французская дивизия, что дало Банди возможность укрепить свой фронт на 1800 м. 3-я бригада Банди удерживала южный сектор линии, в то время как бригада морской пехоты удерживала северную линию от Треугольной фермы.
На рассвете 6 июня французская артиллерия произвела обстрел немецких позиций в лесу Белло, однако большинство снарядов пролетели мимо и упали за лесом, а те, что попали, не причинили немцам никакого вреда.
В 4:30 американские войска начали атаку. После короткого ожесточённого боя морские пехотинцы захватили высоту 142 и отбили все контратаки немцев. К 9 часам бой закончился.
После очередного неудачного артобстрела в 17:00 силами всего трёх батальонов (не более 2000 человек) американцы продолжили наступление. Группы морских пехотинцев подползали по подлескам и скалам к пулемётным гнёздам немцев и забрасывали их гранатами, а затем бросались в штыковую атаку. Немецкие пулемётчики до последнего момента вели ожесточённый огонь, а затем обычно сдавались. Но другие пулемётные гнёзда, которые оставались незамеченными, открывали огонь в тыл атакующим частям.
2 роты 6-го полка достигли предместий деревни Буреш. К 2:00 ценою больших потерь американцы захватили деревню.

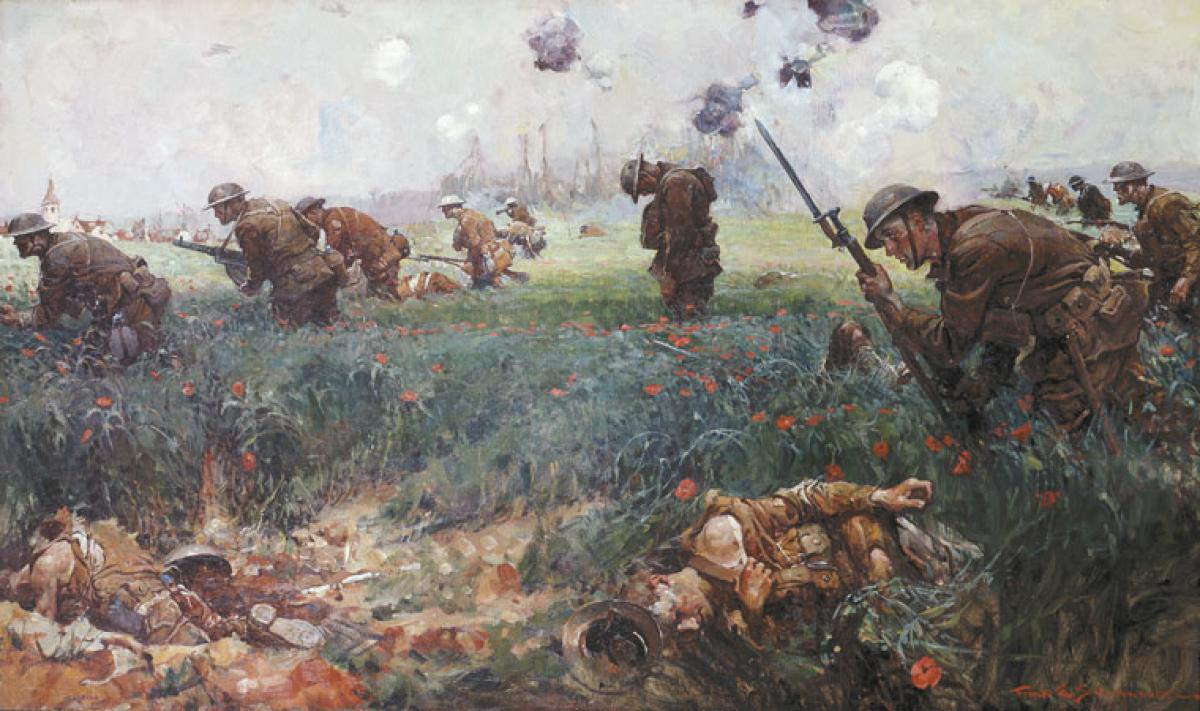
Картина Фрэнка Шуновера «Пшеничное поле», атака 6-го морского пехотинца — возле Белло-Вуд на Буреш

Бои за лес продолжались ещё около 3 недель.
26 июня были зачищены последние позиции немцев в северной части леса.
Сражение за лес Белло является первой крупной битвой американской армии в Первой мировой войне.
После остановки Весеннего наступления инициатива в войне окончательно перешла в руки Антанты.

## Влияние на культуру
- Роман Томаса Бойда 1923 года «Через пшеницу» основан на его опыте во время Первой мировой войны, и происходит во время битвы при Белло Вуд.
- Пауэр-метал группа Sabaton посвятила битве, а именно морским пехотинцам Америки, одну из своих песен, «Devil Dogs».

## Последствия
Мужчины, получившие слишком тяжелые ранения, чтобы вернуться в бой, были эвакуированы в Соединенные Штаты. Для менее тяжелораненых последовало пребывание в госпитале для выздоравливающих. Рядовой Роберт У. Нил (45-я рота, 3/5) был ранен под Суассоном, когда большой осколок шрапнели пробил его ноги. Нил описал палату для выздоравливающих с библиотекой, пианино и бильярдным столом, принадлежности для написания писем, иногда кино, "человеческая" еда и хоть раз хорошая сухая койка. Но в типичной для морской пехоты манере он был на мели, так как ни система оплаты, ни доставка почты не находили его. Он также был лишен туалетного набора, потерянного при ранении, и ему пришлось покупать
замену из собственного кармана, когда, наконец, пришло его жалованье.